# Valther Jensen
Valther Valdemar Jensen (1. marts 1888, København – 15. marts 1982, Ordrup) var en dansk atlet og glasmester. Startede som vægtløfter og bokser i klubben Dan. Fra 1910 gik han over til atletikkens kastediscipliner som medlem af Københavns IF. 
Deltog i diskoskast på OL 1920 i Antwerpen hvor han blev nummer syv med resultatet 38.23 meter.
Har vundet 10 danske mesterskaber i diskoskast og satte 6 danske rekorder, bedste resultat blev 42,09 som også gav en 6. plads på verdensrangliste 1917. Han trænedes af den svenske kastetræner Anders Wilhelm Kreigman 1917-1919.

## Danske mesterskaber
- 1916 Kuglestød h+v 21,83
- 1917 Diskoskast h+v 71,29
- 1918 Diskoskast h+v 70,85
- 1919 Diskoskast h+v 72,40
- 1920 Diskoskast h+v 72,80
- 1921 Diskoskast h+v 70,51
- 1922 Diskoskast h+v 72,89
- 1927 Diskoskast 40,96
- 1928 Diskoskast 39,05
- 1929 Diskoskast 38,77

## Danske rekorder
- Kuglestød h+v 1917 22,67
- Diskoskast h+v 1919 75,12
- Diskoskast h+v 1921 76,17
- Diskoskast 1915 40,62
- Diskoskast 1915 40,82
- Diskoskast 1917 42,09